# 第5軍管
第5軍管（だいごぐんかん）は、1873年から1888年まであった日本陸軍の管区で、全国に7つあった軍管の一つである。広島鎮台が管轄した。中国地方の西部と四国地方を範囲とした。

## 第5軍管の設置

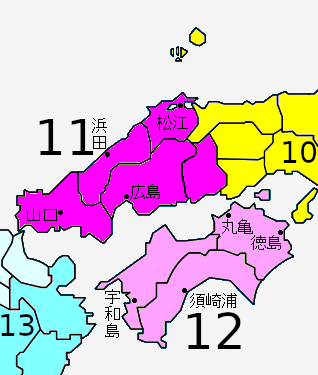
1875年の第5軍管。北の赤紫が広島の第11師管、南の桃色が丸亀の第12師管。東隣は第4軍管、西隣は第6軍管の諸師管である。境界線は当時の府県のもの。

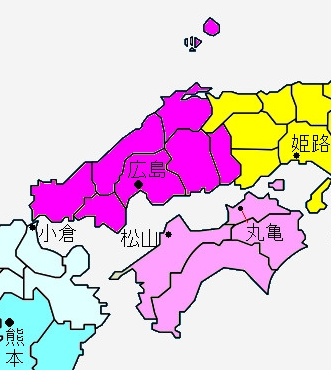
1885年から1888年の第5軍管。赤紫が第9師管、桃色が第10師管。境界線は国（令制国）のもの。

1873年7月19日、明治6年太政官布告第255号によって鎮台条例が改正され、それまでの4鎮台を6鎮台に増やすとともに、鎮台の管轄地を軍管と呼ぶことが決められた。第5軍管は、このとき新設された広島鎮台の管地である。条例に地理的範囲は記されていないが、分営の配置からおおよそ中国地方西部と四国地方と推定できる。
- 第5軍管（1873年）
  - 第11師管（広島師管）、分営は松江、浜田、山口
  - 第12師管（丸亀師管）、分営は徳島、須崎浦（現在の高知県須崎市）、宇和島

1875年（明治8年）4月7日改正の「六管鎮台表」では、同じ営所を踏襲した。
- 第5軍管（1875年）
  - 第11師管 - 本営は広島、分営は松江、浜田、山口。広島県、小田県、島根県、浜田県、山口県。
  - 第12師管 - 本営は丸亀、分営は徳島、須崎浦、宇和島。淡路国を除く名東県、高知県、愛媛県。

## 1885年の改正
1885年5月18日、明治18年太政官達第21号によって鎮台条例がふたたび全面改正され、軍管の区割りも変更になった。第5軍管の師管は番号がずれたが、地域は基本的に引き継がれた。ただ、四国の師管の本営は愛媛県の松山に移り、それまで本営があった香川県の丸亀は分営となった。
- 第5軍管
  - 第9師管　安芸、備後、備中、出雲、石見。周防、長門、隠岐国
  - 第10師管　阿波、讃岐、伊予、土佐

## 1888年に廃止
1888年5月14日、明治21年勅令第27号（5月12日制定、14日公布）に師団司令部条例が制定されて鎮台は廃止になり、かわりに師団が常設されることになった。あわせて陸軍管区表が制定され、それまでの軍管は師管と改称し、常設の師団の管轄地になった。第5軍管の管轄地は、範囲を変えずに第5師管に引き継がれた。